# Liste der denkmalgeschützten Objekte in Stará Turá
Die Liste der denkmalgeschützten Objekte in Stará Turá enthält die zehn nach slowakischen Denkmalschutzvorschriften geschützten Objekte in der Gemeinde Stará Turá im Okres Nové Mesto nad Váhom.

## Denkmäler
| Foto |                 | Denkmal / č. ÚZPF                                             | Standort / Konskr. Nr.                                        | Offizielle Beschreibung              | Beschreibung                             | Metadaten                                                             |
| ---- | --------------- | ------------------------------------------------------------- | ------------------------------------------------------------- | ------------------------------------ | ---------------------------------------- | --------------------------------------------------------------------- |
|      | Datei hochladen | Denkmal(sk) ObjektID: 304-1310/0                              | KG: Stará Turá Konskr.Nr.:                                    | padlí partizáni-upálení              | für die verbrannten Partisanen           | č. NKP: 304-1310/0 Stand des NKP: 2012-02-28 Name: POMNÍK             |
|      | Datei hochladen | Denkmal(sk) ObjektID: 304-1311/0                              | KG: Stará Turá Konskr.Nr.:                                    | Dibrov I.D.gen.;1891-1944,partiz.vel | für I. D. Dibrov                         | č. NKP: 304-1311/0 Stand des NKP: 2012-02-28 Name: POMNÍK             |
| ja   | Datei hochladen | Torturm(sk) ObjektID: 304-1315/0                              | Standort KG: Stará Turá Konskr.Nr.:                           | vstupná;Husitská veža                | Hussitenturm                             | č. NKP: 304-1315/0 Stand des NKP: 2012-02-28 Name: VEŽA BRÁNOVÁ       |
|      | Datei hochladen | Grab mit Grabstein(sk) ObjektID: 304-1316/0                   | KG: Stará Turá Konskr.Nr.:                                    | Pottfay Ján;1778-1848,mes.úradník    | Ján Pottfay städtischer Beamter          | č. NKP: 304-1316/0 Stand des NKP: 2012-02-28 Name: HROB S NÁHROBNÍKOM |
| ja   | Datei hochladen | Gräber(sk) ObjektID: 304-1317/0                               | KG: Stará Turá Konskr.Nr.:                                    | rumunská armáda;Padlí rumun.armády   | für die Gefallenen der rumänischen Armee | č. NKP: 304-1317/0 Stand des NKP: 2012-02-28 Name: HROBY              |
|      | Datei hochladen | Partisanenbunker(sk) ObjektID: 304-2431/0                     | KG: Stará Turá Konskr.Nr.:                                    | SNP                                  | im Nationalaufstand                      | č. NKP: 304-2431/0 Stand des NKP: 2012-02-28 Name: BUNKER PARTIZÁNSKY |
|      | Datei hochladen | Gedenktafel(sk) ObjektID: 304-2430/0                          | 293 KG: Stará Turá Konskr.Nr.:                                | umučení učitelia                     | für gefolterte Lehrer                    | č. NKP: 304-2430/0 Stand des NKP: 2012-02-28 Name: TABUĽA PAMÄTNÁ     |
|      | Datei hochladen | Rathaus(sk) ObjektID: 304-2464/0                              | Hurbanova ul. 126 KG: Stará Turá Konskr.Nr.: 126              | ;Obecný dom                          |                                          | č. NKP: 304-2464/0 Stand des NKP: 2012-02-28 Name: RADNICA            |
| BW   | Datei hochladen | Gebäude in regionaltypischem Baustil(sk) ObjektID: 304-1312/0 | Podjavorinskej ul. 13 Standort KG: Stará Turá Konskr.Nr.: 534 | hlina nepálená                       | aus gebrannten Ziegeln                   | č. NKP: 304-1312/0 Stand des NKP: 2012-02-28 Name: DOM ĽUDOVÝ         |
| ja   | Datei hochladen | Pranger(sk) ObjektID: 304-1314/0                              | Slobody nám. 0 Standort KG: Stará Turá Konskr.Nr.:            |                                      |                                          | č. NKP: 304-1314/0 Stand des NKP: 2012-02-28 Name: PRANIER            |

## Legende
Die Tabelle enthält im Einzelnen folgende Informationen:
| Foto:                    | Fotografie des Denkmals. |
| Denkmal / č. ÚZPF:       | Die Übersetzung der Bezeichnung des Denkmals, wie sie vom Slowakischen Denkmalamt (Pamiatkový úrad Slovenskej republiky) verwendet wird. Die Originalbezeichnung ist unter dem Fragezeichen angegeben. Fehlt die Übersetzung, so wird die Originalbezeichnung direkt angezeigt. Weiters ist die Objekt-Identifikationsnummer (Objekt ID) angeführt. Sie ist die offizielle, in der Slowakei eindeutige Nummer č. ÚZPF inklusive der zugehörigen Zählnummer, wie sie in den Daten des Denkmalamtes angegeben wird. Da diese nur innerhalb eines Landkreises gezählt wird, ist dessen Nummer der Denkmalnummer vorangestellt. |
| Standort:                | Wenn in der Liste vorhanden, ist die Adresse angegeben. In Klammern kann sich noch eine zusätzliche Adresse befinden, wenn es beispielsweise ein Eckhaus ist. Bei freistehenden Objekten ohne Adresse (zum Beispiel bei Bildstöcken) ist eine Adresse angegeben, die in der Nähe des Objekts liegt. Durch Aufruf des Links Standort wird die Lage des Denkmals in verschiedenen Kartenprojekten angezeigt. Darunter sind die Katastralgemeinde (KG) und, wenn vorhanden, die Konskriptionsnummer (Konskr. Nr.) angegeben.                                                                                                   |
| Offizielle Beschreibung: | Es ist die Kurzbeschreibung auf Slowakisch, wie sie in den offiziellen Listen angegeben ist, eingetragen. |
| Beschreibung:            | Kurze Angaben zum Denkmal auf Deutsch. |
| Metadaten:               | Zusätzlich werden, wenn in den persönlichen Einstellungen das Helferlein Dauerhaftes Einblenden von Metadaten aktiviert ist, ebensolche angezeigt. |

- Karte mit allen Koordinaten:
- OSM |
- WikiMap